# Argonisotoper
Argonisotoper är isotoper av grundämnet argon (Ar), det vill säga atomer och kärnor med 18 protoner och olika antal neutroner.

## Isotoper
Argon har 24 kända isotoper, varav 3 är stabila (36Ar, 38Ar och 40Ar), samt 1 isomer (32mAr).
Den mest långlivade radioisotopen är 39Ar med en halveringstid på 269 år, följd av 42Ar med en halveringstid på 32,9 år och 37Ar med en halveringstid på 35 dagar. Alla andra radioisotoper har halveringstider under två timmar, och de flesta av dem under en minut. Den minst stabila radioisotopen är 30Ar med en halveringstid på mindre än 20 nanosekunder.
Lättare isotoper sönderfaller främst genom positronemission till klor- eller svavelisotoper, medan tyngre isotoper främst β−-sönderfaller till kaliumisotoper.

### Argon-36
36Ar är en observationellt stabil isotop vars kärna består 18 protoner och 18 neutroner. Den utgör 0,337 % av det naturligt förekommande argonet. 36Ar antas sönderfalla genom dubbel elektroninfångning till 36S med en mycket lång halveringstid. Hittills har emellertid inga tecken på radioaktivitet observerats, och det är även den lättaste teoretiskt men ändock obevisat instabila nukliden.
Många forskningsprojekt har behov av argon som är utarmat med avseende på kosmogena isotoper, vilket benämnes utarmat argon.
I december 2013 hittades 36Ar i form av en argonhydrid i kosmiskt stoft tillhörande Krabbnebulosan som utgör resterna efter en supernova. Detta var första gången molekyler innehållande atomer av en ädelgas upptäcktes i yttre rymden.

### Argon-37
37Ar är en radioisotop vars kärna består 18 protoner och 19 neutroner. Det är en syntetisk radioisotop som bildas genom neutroninfångning av 40Ca följt av en alfapartikelemission som ett resultat av underjordiska kärnvapenexplosioner. Den har en halveringstid på 35,04 dagar.

### Argon-38
38Ar är en stabil isotop vars kärna består 18 protoner och 20 neutroner. Den utgör 0,063 % av det naturligt förekommande argonet.

### Argon-39
39Ar är en radioisotop vars kärna består 18 protoner och 21 neutroner. Det är en kosmogen nuklid som förekommer i spårmängder i naturen och har en halveringstid på 269 år. 39Ar produceras i jordens atmosfär genom kosmisk strålningsaktivitet på i huvudsak på 40Ar. I underjorden produceras också 39Ar från 39K genom neutroninfångning eller alfaemission av kalcium. Halten av 39Ar bland naturligt argon har uppmätts till (8,0 ± 0,6) × 10−16 g/g, eller (1,01 ± 0,08) Bq/kg av 36, 38, 40Ar.

### Argon-40
40Ar är en stabil isotop vars kärna består 18 protoner och 22 neutroner. Den utgör 99,6035 % av det naturligt förekommande argonet. Detta beror på faktumet att de flesta 40Ar-isotoper är radiogena: 40Ar-atomer som är sönderfallsprodukter av 40K, en naturlig radioisotop med halveringstid på 1,248 miljarder år, som sönderfaller till antingen den stabila isotopen 40Ar (10,72 %) genom elektroninfångning eller positronemission, eller till 40Ca (89,28 %) genom β−-sönderfall. Dessa egenskaper och förhållanden används för att bestämma åldern på bergarter genom kalium–argon-datering.
Trots att 40Ar hålls fångat i många stenar, kan den frigöras genom smältning, slipning och diffusion. Nästan allt argon i jordens atmosfär är en produkt av kalium-40-sönderfall, eftersom 99,6 % av argonet i jordens atmosfär är 40Ar, medan argonet i solen och förmodligen i primordiala stjärnbildande moln utgörs av < 15 % av 38Ar och mestadels 36Ar (85 %). På liknande sätt är förhållandet mellan de tre isotoperna 36Ar: 38Ar: 40Ar i de yttre planeternas atmosfärer 8400: 1600: 1.

### Argon-41
41Ar är en radioisotop vars kärna består 18 protoner och 23 neutroner. Den har en halveringstid på 109,61 minuter.

### Argon-42
42Ar är en radioisotop vars kärna består 18 protoner och 24 neutroner. Den förekommer i spårmängder i naturen – med en andel mindre än 6 × 10−21 i proportion till andelen 36, 38, 40Ar. Dess halveringstid är 32,9 år.

## Tabell
| Nuklid                        | Z         | N         | Massa (u)         | Halveringstid          | ST (%)                 | SE (MeV)               | SP                     | Spinn          | Förekomst (%) |
| ----------------------------- | --------- | --------- | ----------------- | ---------------------- | ---------------------- | ---------------------- | ---------------------- | -------------- | ------------- |
| 30Ar                          | 18        | 12        | 30,02156(32)#     | 20 ns                  | p                      |                        | 29Cl                   | 0+             |               |
| 31Ar                          | 18        | 13        | 31,01212(22)#     | 14,4 ms                | β+ p (55 %)            |                        | 30S                    | 5⁄2(+#)        |               |
| 31Ar                          | 18        | 13        | 31,01212(22)#     | 14,4 ms                | β+ (40,4 %)            |                        | 31Cl                   | 5⁄2(+#)        |               |
| 31Ar                          | 18        | 13        | 31,01212(22)#     | 14,4 ms                | β+ 2p (2,48 %)         |                        | 29P                    | 5⁄2(+#)        |               |
| 31Ar                          | 18        | 13        | 31,01212(22)#     | 14,4 ms                | β+ 3p (2,1 %)          |                        | 28Si                   | 5⁄2(+#)        |               |
| 32Ar                          | 18        | 14        | 31,9976380(19)    | 98 ms                  | β+ (56,99 %)           | 11,15                  | 32Cl                   | 0+             |               |
| 32Ar                          | 18        | 14        | 31,9976380(19)    | 98 ms                  | β+ p (43,01 %)         | 9,35                   | 31S                    | 0+             |               |
| 32mAr                         | 5600(100) | 5600(100) | 5600(100)         | 98 ms                  |                        |                        |                        | 5−#            |               |
| 33Ar                          | 18        | 15        | 32,9899257(5)     | 173 ms                 | β+ (61,35 %)           | 11,62                  | 33Cl                   | ½+             |               |
| 33Ar                          | 18        | 15        | 32,9899257(5)     | 173 ms                 | β+ p (38,65 %)         | 9,35                   | 32S                    | ½+             |               |
| 34Ar                          | 18        | 16        | 33,9802712(4)     | 844,5 ms               | β+                     | 6,061                  | 34Cl                   | 0+             |               |
| 35Ar                          | 18        | 17        | 34,9752576(8)     | 1,775 s                | β+                     | 5,965                  | 35Cl                   | 3⁄2+           |               |
| 36Ar                          | 18        | 18        | 35,967545106(29)  | Observationellt stabil | Observationellt stabil | Observationellt stabil | Observationellt stabil | 0+             | 0,337         |
| 37Ar                          | 18        | 19        | 36,96677632(22)   | 35,04 d                | ε                      | 0,813                  | 37Cl                   | 3⁄2+           |               |
| 38Ar                          | 18        | 20        | 37,9627324(4)     | Stabil                 | Stabil                 | Stabil                 | Stabil                 | 0+             | 0,063         |
| 39Ar                          | 18        | 21        | 38,964313(5)      | 269 a                  | β−                     | 0,565                  | 39K                    | 7⁄2−           | Spår          |
| 40Ar                          | 18        | 22        | 39,9623831225(29) | Stabil                 | Stabil                 | Stabil                 | Stabil                 | 0+             | 99,6035       |
| 41Ar                          | 18        | 23        | 40,9645006(4)     | 109,61 min             | β−                     | 2,492                  | 41K                    | 7⁄2−           |               |
| 42Ar                          | 18        | 24        | 41,963046(6)      | 32,9 a                 | β−                     | 0,6                    | 42K                    | 0+             | Spår          |
| 43Ar                          | 18        | 25        | 42,965636(6)      | 5,37 min               | β−                     | 4,62                   | 43K                    | (5⁄2−)         |               |
| 44Ar                          | 18        | 26        | 43,9649240(17)    | 11,87 min              | β−                     | 3,55                   | 44K                    | 0+             |               |
| 45Ar                          | 18        | 27        | 44,9680400(6)     | 21,48 s                | β−                     | 6,89                   | 45K                    | (½, 3⁄2, 5⁄2)− |               |
| 46Ar                          | 18        | 28        | 45,96809(4)       | 8,4 s                  | β−                     | 5,7                    | 46K                    | 0+             |               |
| 47Ar                          | 18        | 29        | 46,97219(11)      | 1,23 s                 | β− (99 %)              | 9,79                   | 47K                    | 3⁄2−#          |               |
| 47Ar                          | 18        | 29        | 46,97219(11)      | 1,23 s                 | β− + n (1 %)           | 1,44                   | 46K                    | 3⁄2−#          |               |
| 48Ar                          | 18        | 30        | 47,97454(32)#     | 480 ms                 | β−                     |                        | 48K                    | 0+             |               |
| 49Ar                          | 18        | 31        | 48,98052(54)#     | 170 ms                 | β−                     |                        | 49K                    | 3⁄2−#          |               |
| 50Ar                          | 18        | 32        | 49,98443(75)#     | 85 ms                  | β−                     |                        | 50K                    | 0+             |               |
| 51Ar                          | 18        | 33        | 50,99163(75)#     | 60 ms                  | β−                     |                        | 51K                    | 3⁄2−#          |               |
| 52Ar                          | 18        | 34        | 51,99678(97)#     | 10 ms                  | β−                     |                        | 52K                    | 0+             |               |
| 53Ar                          | 18        | 35        | 53,00494(107)#    | 3 ms                   | β−                     |                        | 53K                    | (5⁄2−)#        |               |
| 53Ar                          | 18        | 35        | 53,00494(107)#    | 3 ms                   | β− + n                 |                        | 52K                    | (5⁄2−)#        |               |
| Denna tabell: visa • redigera |           |           |                   |                        |                        |                        |                        |                |               |

Anmärkningar
- Stabila isotoper anges i fetstil.
- Värden markerade med # härrör inte enbart från experimentella data, men åtminstone delvis från systematiska trender.
- Osäkerheter anges i kort form i parentes efter värdet. Osäkerhetsvärden anger en standardavvikelse, utom isotopsammansättningen och standardatommassa från IUPAC, som använder expanderade osäkerhet.
- Nuklidmassor är givna av IUPAP Commission on Symbols, Units, Nomenclature, Atomic Masses and Fundamental Constants (SUNAMCO).
- Isotopförekomster är givna av IUPAC Commission on Isotopic Abundances and Atomic Weights.